# Orimarga (Orimarga) tinguana
Orimarga (Orimarga) tinguana is een tweevleugelige uit de familie steltmuggen (Limoniidae). De soort komt voor in het Neotropisch gebied.